# 勒海伊阿克雷斯 (佛羅里達州)
勒海伊阿克雷斯（英語：Lehigh Acres）是位於美國佛羅里達州李縣的一個人口普查指定地區。

## 地理
勒海伊阿克雷斯的座標為26°36′30″N 81°38′21″W / 26.60833°N 81.63917°W，而該地最高點為海拔高度6米（即20英尺）。

## 人口
根據2010年美國人口普查的數據，勒海伊阿克雷斯的面積為248.60平方千米，當中陸地面積為245.80平方千米，而水域面積為2.80平方千米。當地共有人口100134人，而人口密度為每平方千米402人。